# Zgornja Radovna
Zgornja Radovna – wieś w Słowenii, w gminie Kranjska Gora. W 2018 roku liczyła 71 mieszkańców.